# کلیسای سان جورجو ماجوره
کلیسای سان جورجو ماجوره (به ایتالیایی: Basilica di San Giorgio Maggiore) کلیسایی بندیکتی است که در جزیره‌ای هم‌نام با خودش ساخته شده‌است. جزیرهٔ سان جورجو ماجوره بخشی از شهر ونیز در شمال ایتالیا است. این کلیسا توسط آندره پالادیو طراحی و بین سال‌های ۱۵۶۶ تا ۱۶۱۰ ساخته شد.

## تاریخچه
پیش از کلیسای فعلی و در مکان آن، در حدود سال ۷۹۰ کلیسایی ساخته شد و در سال ۹۸۲ جزیرهٔ سان جورجو به نظام بندیکتی اختصاص داده شد. بندیکتی‌ها نیز دیری در آن ساختند. اما بر اثر زلزلهٔ سال ۱۲۲۳، همهٔ ساختمان‌هایی که روی جزیره ساخته شده بود تخریب شدند. پس از زلزله، صومعه و کلیسا بازسازی شدند. از سال ۱۵۲۱، روحانیان بندیکتی قصد بازسازی کلیسای سان جورجو را در سر داشتند.
پنج سال پس از زمانی که پالادیو به ونیز رسید، در سال ۱۵۶۵، روحانیان از او خواستند تا طرحی برای کلیسای جدید سان جورجو آماده کند. طرح پالادیو تا سال ۱۵۶۶ آماده شد و به تصویب رسید و مراسم شروع ساخت آن با حضور پاپ وقت در همان سال برگزار شد. تا سال ۱۵۸۰ که پالادیو از دنیا رفت، مراحل ساخت کلیسا به پایان نرسید، اما بدنهٔ اصلی بنا تا سال ۱۵۷۵ ساخته شده بود.
ساخت باقی اجزای کلیسا مانند محل مخصوص همسرایان و نمای ساختمان و باقی جزئیات تا سال ۱۶۱۰ به پایان رسید.

## نگارخانه

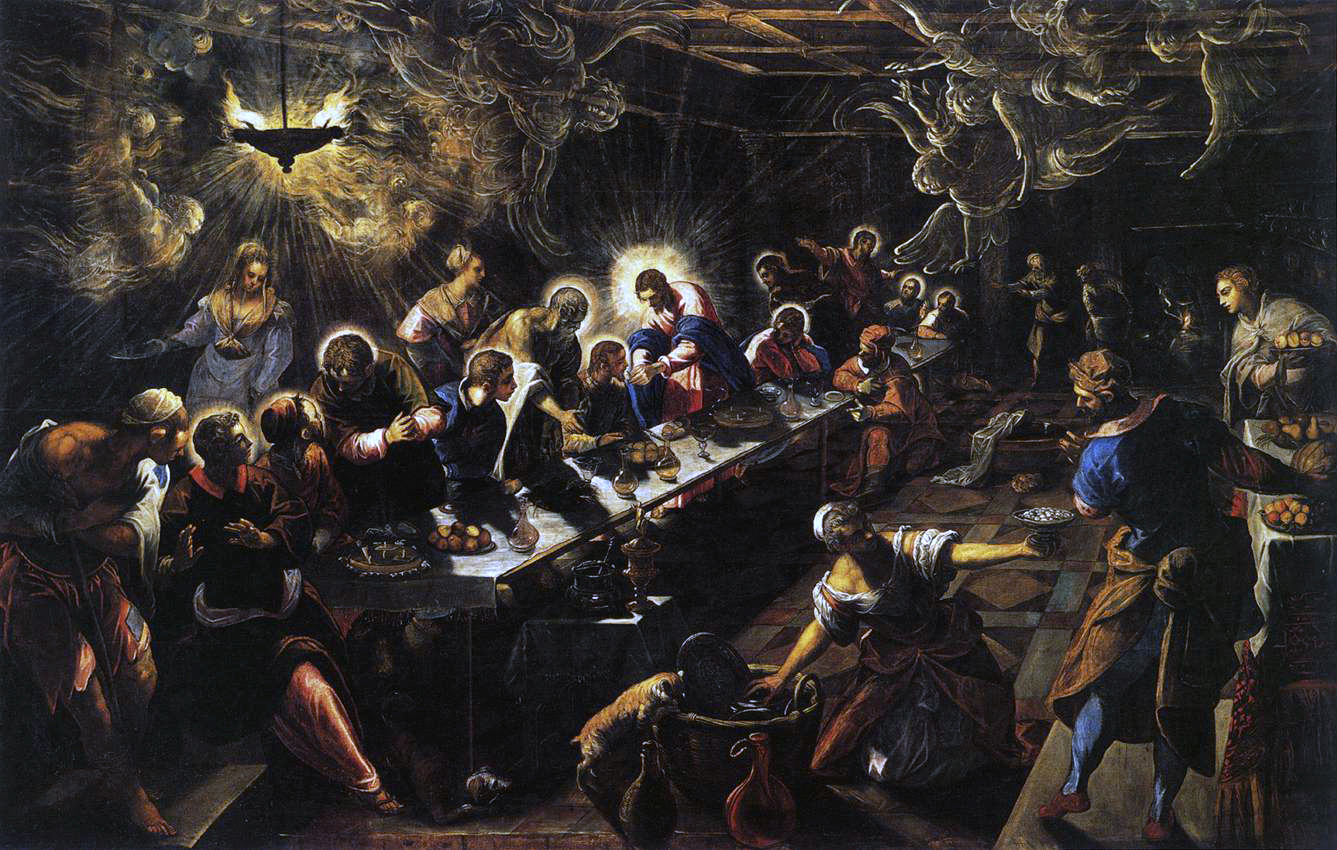
شام آخر اثر ژاکوب تینتورتو (درون محراب)
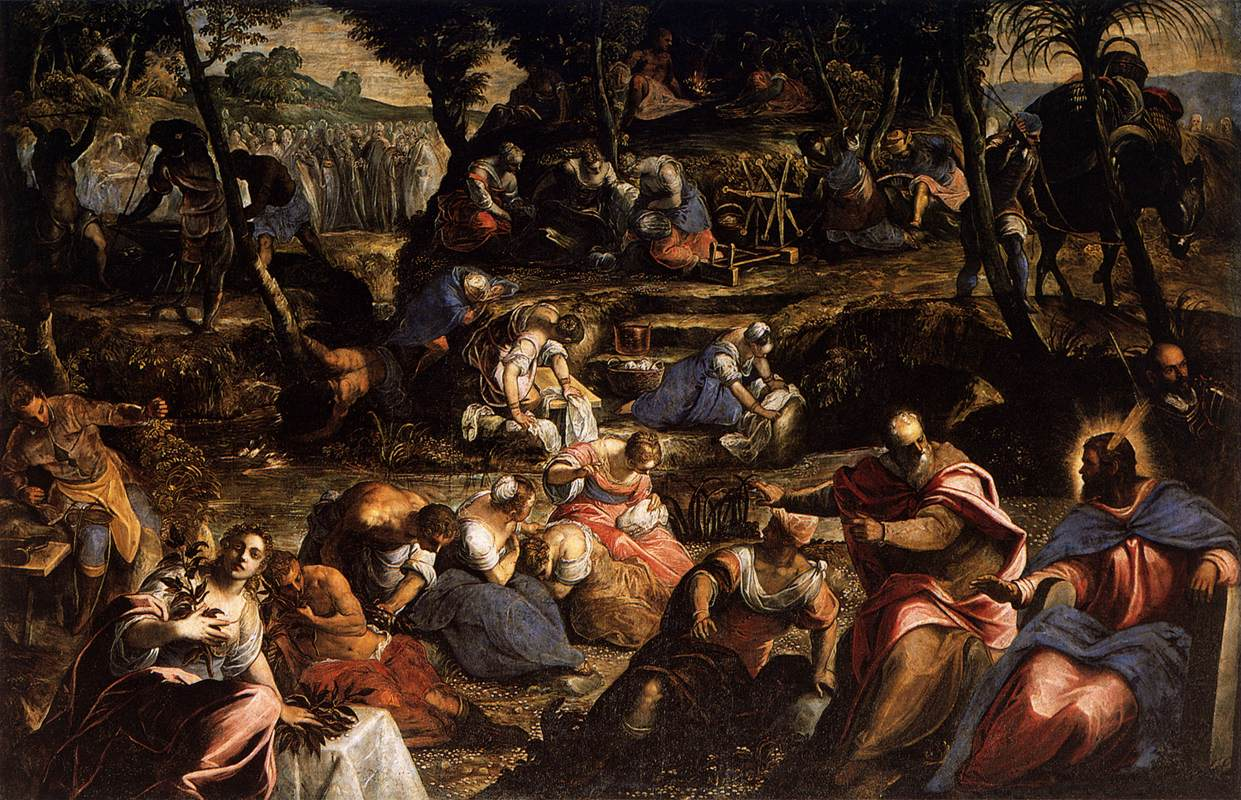
نزول مائدهٔ آسمانی اثر ژاکوب تینتورتو (درون محراب)
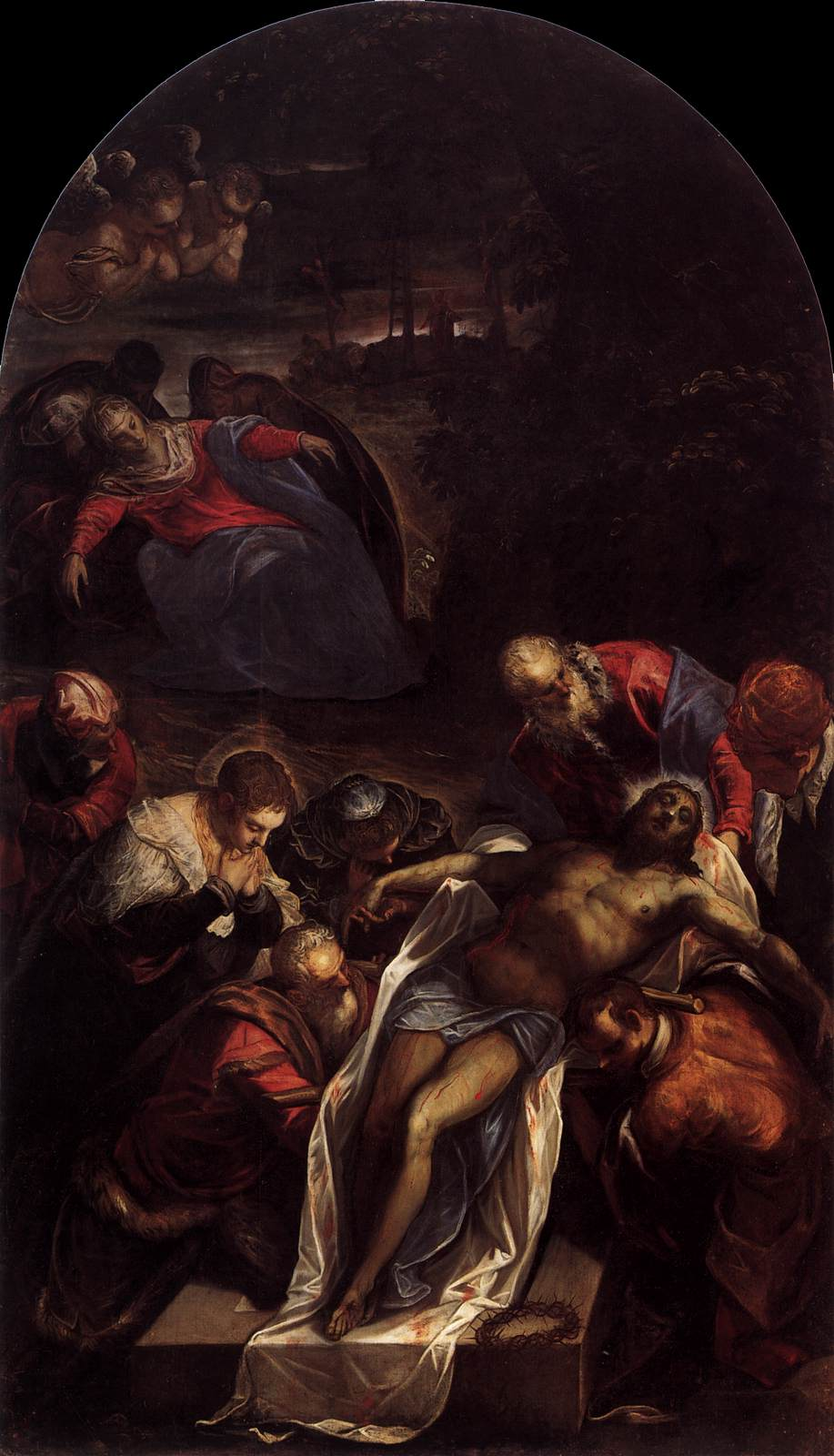
تدفین مسیح اثر ژاکوب تینتورتو (درون نمازخانه مورتی)
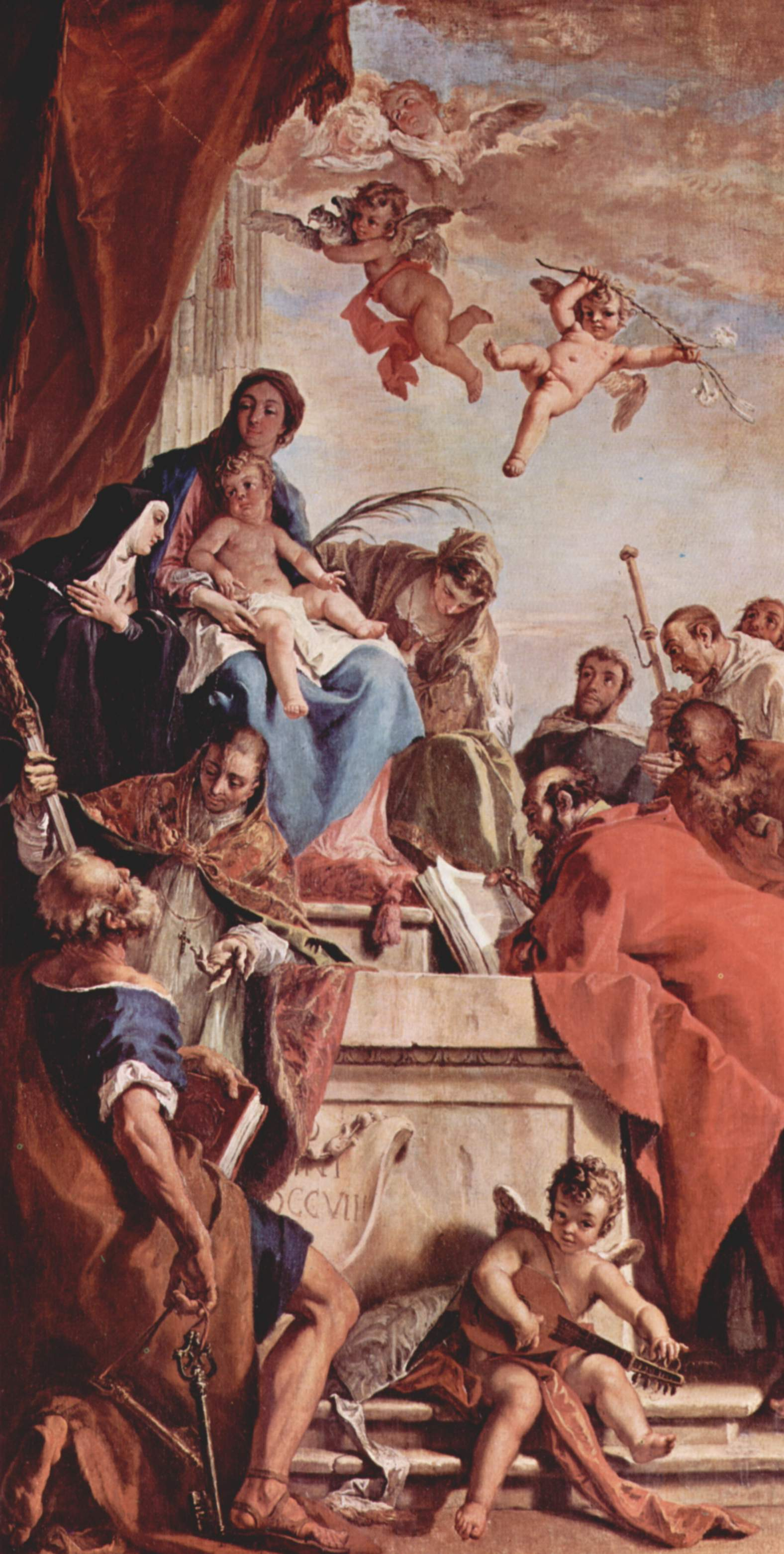
مریم مقدس بر تخت در کنار قدیسان اثر سباستیانو ریچی (درون نمازخانه بولانی)
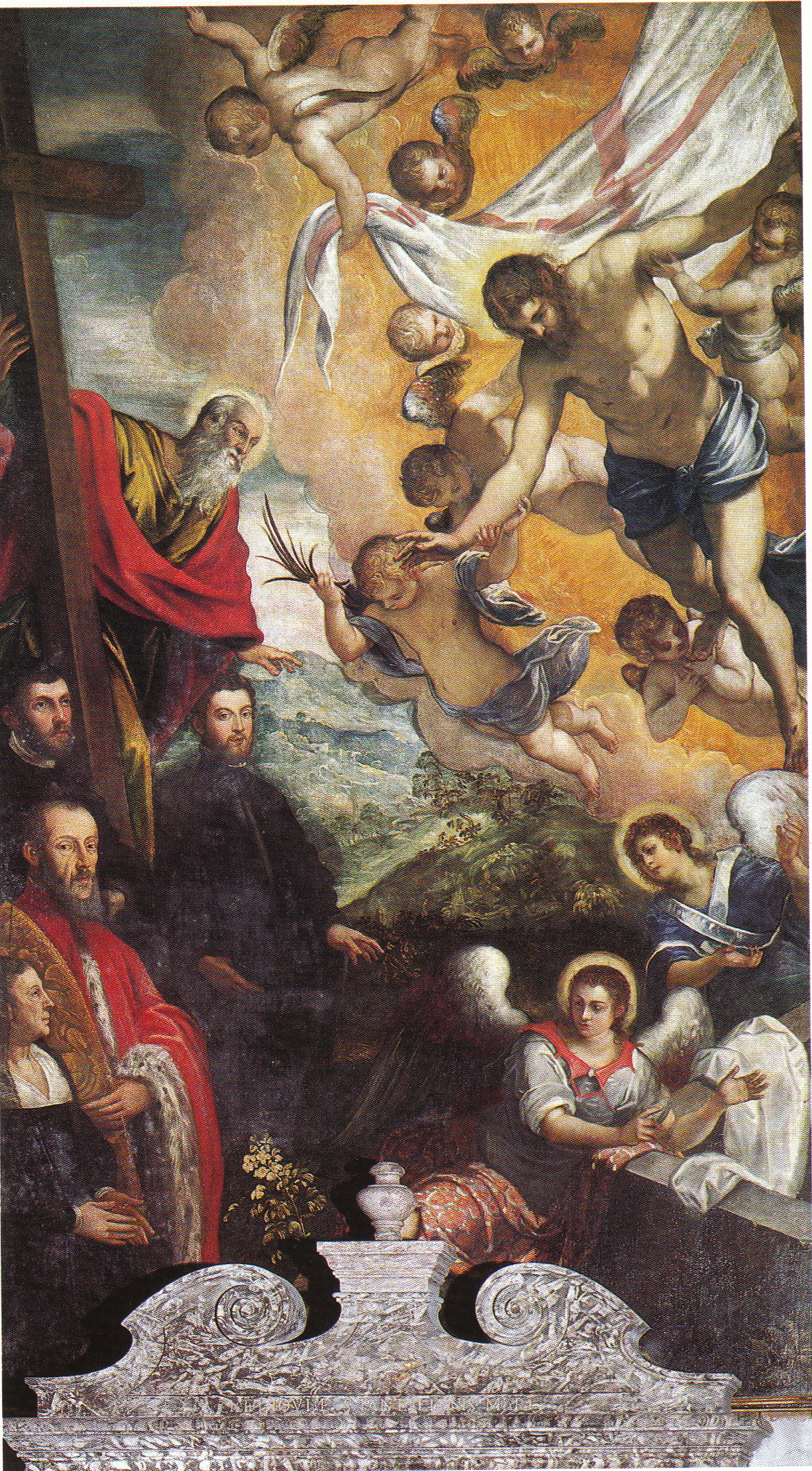
عروج مسیح و سنت اندرو اثر ژاکوب و دومنیکو تینتورتو (درون محراب موروسینی)
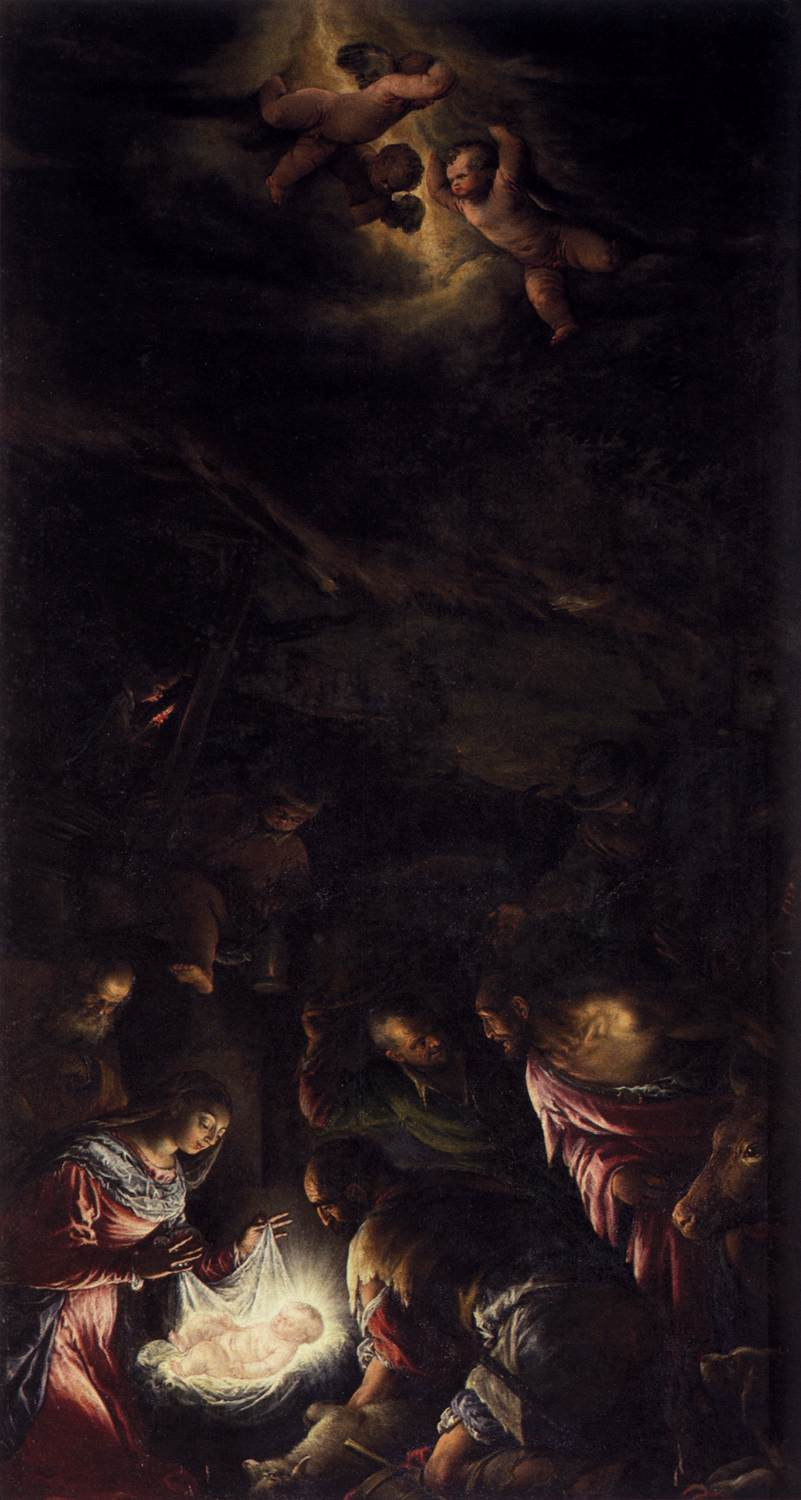
نیایش چوپان اثر ژاکوب باسانو (درون اولین محراب سمت راست رواق کلیسا)
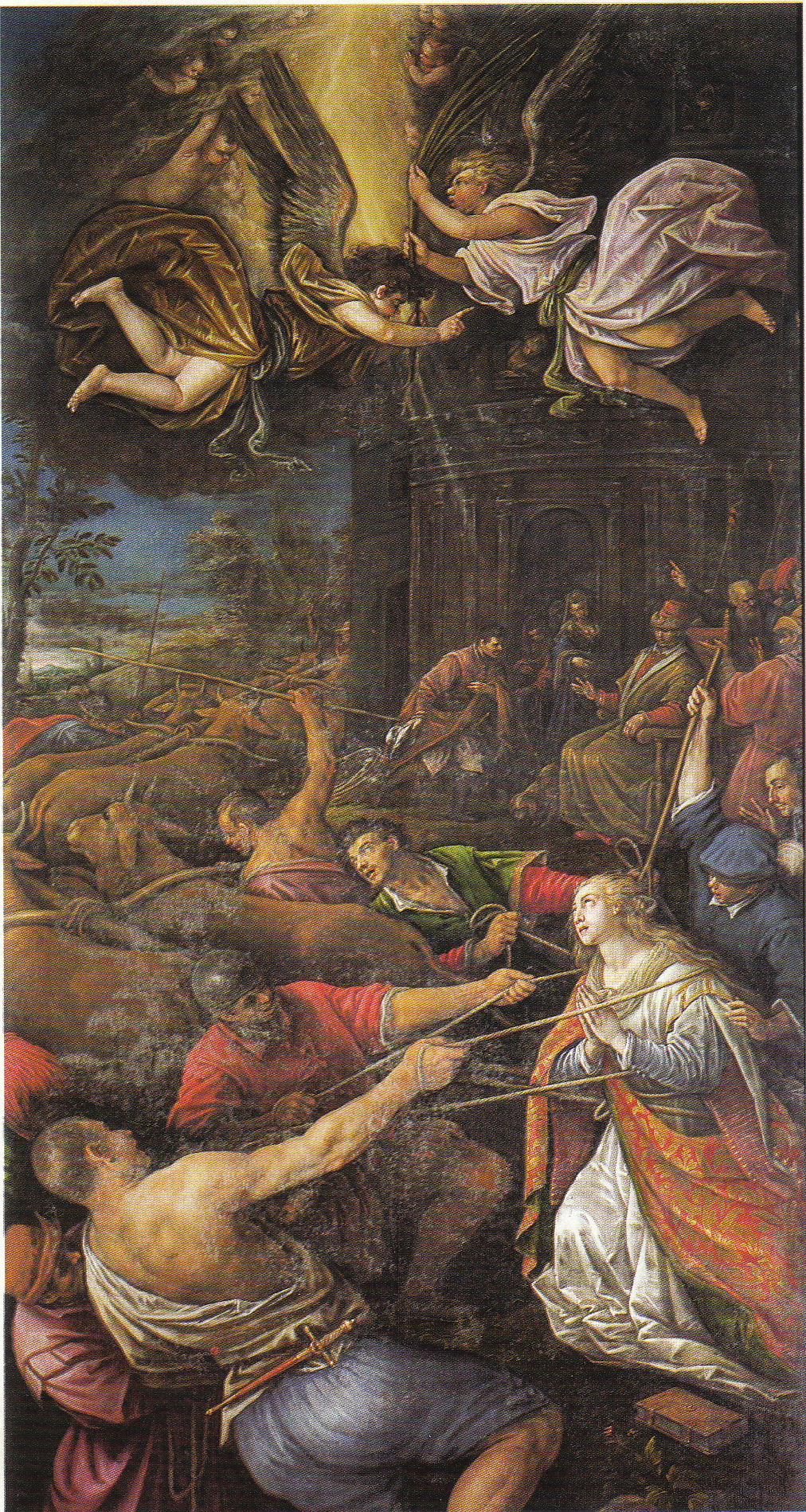
معجزه از ناحیهٔ سانتا لوسیا اثر لئوناردو باسانو (درون اولین محراب سمت چپ رواق کلیسا)